# I'm in Your Mind Fuzz
I'm in Your Mind Fuzz peti je studijski album australskog rock-sastava King Gizzard & the Lizard Wizard. Diskografska kuća Flightless objavila ga je 31. listopada 2014. u Australiji, Castle Face Records objavio ga je 11. studenoga u Sjedinjenim Državama, a Heavenly Records objavio ga je diljem svijeta 1. prosinca te godine. Na dodjeli nagrada J Awards uradak je bio nominiran za nagradu u kategoriji „Australski album godine”. To je također prvi album skupine koji se pojavio na australskoj ljestvici albuma, na kojoj je dosegao 85. mjesto.

## O albumu
I'm in Your Mind Fuzz prvo je izdanje sastava koje su objavili Heavenly Records i Castle Face Records; ti su ga izdavači objavili diljem svijeta, pa je I'm in Your Mind Fuzz postao prvi uradak skupine koji nije bio objavljen samo u Australiji. Grupa je 2. rujna 2014. objavila pjesmu „Cellophane” kao singl na SoundCloudu, a za nju je dva tjedna poslije objavila i trodimenzionalni glazbeni spot. Dana 6. studenoga, tjedan dana nakon objave albuma u Australiji, grupa je objavila glazbeni spot za pjesmu „Satan Speeds Up”.
Pjesme na I'm in Your Mind Fuzzu žanrovski pripadaju psihodeličnom rocku i garage rocku.

## Popis pjesama
Tekstovi i glazba: Stu Mackenzie, osim za pjesmu „Hot Water”, koju je napisao s Joeyjem Walkerom. 
| 1.    | »I'm in Your Mind«       | 3:34 |
| 2.    | »I'm Not in Your Mind«   | 2:58 |
| 3.    | »Cellophane«             | 3:11 |
| 4.    | »I'm in Your Mind Fuzz«  | 2:52 |
| 5.    | »Empty«                  | 4:11 |
| 6.    | »Hot Water«              | 3:24 |
| 7.    | »Am I in Heaven?«        | 7:06 |
| 8.    | »Slow Jam 1«             | 2:55 |
| 9.    | »Satan Speeds Up«        | 3:39 |
| 10.   | »Her and I (Slow Jam 2)« | 8:15 |
| 42:05 |                          |      |

## Recenzije
| Zbirne ocjene | Zbirne ocjene |
| Izvor         | Ocjena        |
| ------------- | ------------- |
| Metacritic    | 75/100        |
| Recenzije     |               |
| Izvor         | Ocjena        |
| AllMusic      | [ 13 ]        |
| Exclaim!      | 7/10          |
| The Guardian  | [ 15 ]        |
| NME           | [ 16 ]        |
| Pitchfork     | 7/10          |

Album je dobio pozitivne kritike. Lisa Wright u svojoj mu je recenziji za New Musical Express dala četiri i pol zvjezdice od njih pet i izjavila je: „Namjerno su preludi da bi mogli biti uspješni kao Tame Imapala, ali ako vas zanima ludilo, razuzdana buka King Gizzard & the Lizard Wizarda zaslužuje pozornost.” Časopis Exclaim! dao mu je sedam od deset bodova i zaključio je: „Taj album u cjelini potvrđuje King Gizzard & the Lizard Wizard kao istinski ambicioznu skupinu koja je kadra uravnotežiti klasične pjesme i lude eksperimente.” James Christopher Monger dao mu je tri i pol zvjezdice od njih pet u svojoj recenziji za AllMusic i napisao je: „Određene će slušatelje odbiti to što sastav općenito ima loš ukus za kvalitetu zvuka s obzirom na to da veći dio uratka zvuči kao da je snimljen uživo u podrumu starim Tascamovim magnetofonom, ali King Gizzard & the Lizard Wizard ima dovoljno smisla za pop i neobična šarma kako bi njima privukao čak i najbezazlenije obožavatelje psihodeličnog rocka.”

## Zasluge
| King Gizzard & the Lizard Wizard - Michael Cavanagh – bubnjevi - Cook Craig – gitara - Ambrose Kenny-Smith – usna harmonika - Stu Mackenzie – vokali, gitara, klavijatura, flauta, produkcija, dodatno snimanje, miksanje - Eric Moore – bubnjevi - Lucas Skinner – bas-gitara - Joey Walker – gitara, vokali |  | Ostalo osoblje - Wayne Gordon – snimanje (1., 3., 4. 6. i 7. pjesme) - Paul Maybury – snimanje (2., 5., 8., 9. i 10. pjesme); miksanje (2., 8. i 10. pjesme) - Michael Badger – miksanje (1., 3., 4. i 7. pjesme) - Joe Carra – mastering - Jason Galea – ilustracije |